# 아우토반 103호선

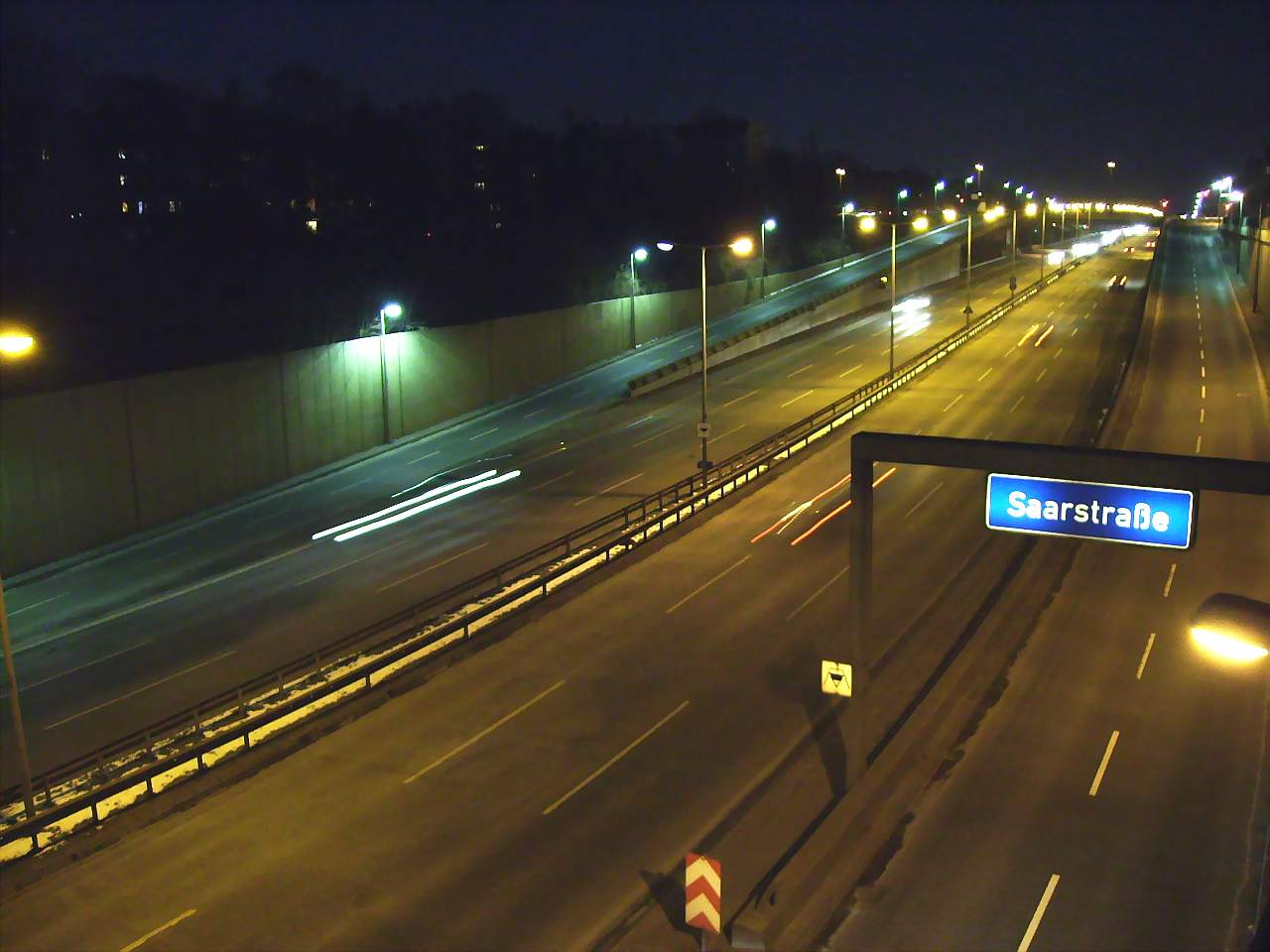
베를린 사르스트라세를 통과하고 있는 아우토반 103호선의 모습

아우토반 103호선(Bundesautobahn 103, BAB 103, A 103)은 베를린 관내를 통과하고 있는 아우토반으로 총 연장은 5km이다. 주요 접촉 도로상으로 볼 때, 기점 인근에서는 아우토반 100호선과도 직접 접촉한다. 그리고 기·종점 둘 다 독일 연방도 제1호선과도 연결된다.

## 접촉하는 도로
- 아우토반 100호선
- 독일 연방도 제1호선(독일어판)